# Tổng tư lệnh Dịch vụ Phòng vệ
Tổng tư lệnh Dịch vụ Phòng vệ (tiếng Miến Điện: တပ်မတော်ကာကွယ်ရေးဦးစီးချုပ်, chuyển tự: Tatmadaw Kakweay Uzigyoke) là chỉ huy tối cao của Tatmadaw, lực lượng vũ trang của Myanmar. Kể từ khi tình trạng khẩn cấp được ban bố sau cuộc đảo chính quân sự năm 2021, Tổng tư lệnh là cơ quan có thẩm quyền cao nhất trong nước, với quyền lực toàn thể được ủy quyền bởi tổng thống và Hội đồng Quốc phòng và An ninh (NDSC). Tuy nhiên, ngay cả trong thời bình, Tatmadaw là một nhánh chính phủ độc lập dưới sự kiểm soát của Tổng tư lệnh, mặc dù một số hành động nhất định của Tổng tư lệnh cần có sự chấp thuận của NDSC.
Theo Hiến pháp năm 2008 của Myanmar, Tổng tư lệnh được Tổng thống bổ nhiệm trên cơ sở đề cử của NDSC, do Tổng thống làm chủ tịch; Tổng tư lệnh cũng là thành viên của NDSC. Điều 418 của Hiến pháp năm 2008 cho phép Tổng tư lệnh có thẩm quyền rộng rãi đối với chính phủ nếu tổng thống tuyên bố tình trạng khẩn cấp phối hợp với NDSC. Điều này xảy ra sau cuộc đảo chính quân sự năm 2021: Quyền Tổng thống Myint Swe được quân đội bổ nhiệm đã tuyên bố tình trạng khẩn cấp và chuyển giao quyền lực cho Tổng tư lệnh, Tướng cao cấp Min Aung Hlaing, người sau đó đã thành lập chính quyền quân sự—Hội đồng Hành chính Nhà nước .
Tổng tư lệnh hiện tại là Min Aung Hlaing, kể từ ngày 30 tháng 3 năm 2011. Theo luật, Tổng tư lệnh phải dưới 65 tuổi. Tuy nhiên, Min Aung Hlaing, người đã bước sang tuổi 65 vào ngày 3 tháng 7 năm 2021, vẫn giữ chức vụ này. trong văn phòng.